# 水口町三大寺
水口町三大寺（みなくちちょうさんだいじ）は、滋賀県甲賀市にある地名。

## 地理
甲賀市水口町の西南部に位置し、西は飯道山に続く山地である。東は水口町貴生川、南は水口町牛飼、西は信楽町宮町・湖南市三雲、北は水口町高山に接する。東西に滋賀県道4号草津伊賀線が通じる。1999年（平成11年）から山側で住宅地の開発がおこなわれ、かふかの丘という住宅団地が造成される。

## 歴史
甲賀郡集墳の一部である古墳時代後期の横穴式石室をもつ群衆墳がある。中世は池原杣荘に属したと考えられる。地名は南北朝時代の1343年の山中文書に「池原杣内三大寺村」としてみえる。なお、三大寺という地名は飯道山上の飯道寺、山腹にあったという道徳寺・薬王寺にちなむと伝わる。1585年の甲賀ゆれと水口岡山城築城によりその支配下に入ったと考えられるが、1592年正月時点では豊臣氏の蔵入地（直轄地）となっている。1600年以降、幕府領となる。杣街道と奈良海道（信楽道）が交差するところに江戸時代中期から在町として三本柳が成立。2019年（平成31年）3月1日、水口町三大寺の一部から水口町三本柳が分離独立する。

## 世帯数と人口
2019年（令和元年）9月30日現在の世帯数と人口は以下の通りである。
| 町丁         | 世帯数  | 人口   |
| ------------ | ------- | ------ |
| 水口町三大寺 | 590世帯 | 2031人 |

## 学区
市立小・中学校に通う場合、学区は以下の通りとなる。
| 番・番地等 | 小学校               | 中学校             |
| ---------- | -------------------- | ------------------ |
| 全域       | 甲賀市立貴生川小学校 | 甲賀市立水口中学校 |

## 交通
- 滋賀県道4号草津伊賀線

## 施設
- 甲賀市立貴生川小学校
- 貴生川認定こども園
- 飯道寺
- 圓光寺
- 日吉神社 (甲賀市)

## その他

### 日本郵便
- 郵便番号 : 528-0046[3]（集配局：水口郵便局[8]）